# Niz ugljenik-azot-kiseonik
Niz ugljenik – azot – kiseonik ili CNO niz je jedna od dve reakcije nuklearne fuzije, kojom zvezde pretvaraju vodonik u helijum, a druga je niz proton – proton. Razlika je da je kod CNO niza za nuklearnu fuziju potreban katalizator. Teorija tvrdi da su to procesi koji prevladavaju kod zvezda koji su veće barem 30% od našeg Sunca. Razlika je u početnim temperaturama, tako da je za početak p-p niza potrebna temperatura od 4 000 000 K, dok za  niz potrebno za početak oko 13 000 000 K. Kod CNO niza izlazna energija puno brže raste s povećanjem temperature i kod temperature 17 000 000 K taj proces prevladava u većim zvezdama od Sunca. Sunce ima temperaturu u jezgru oko 15 700 000 K i samo 1,7% helijuma se dobije s CNO nizom.
Kod CNO niza, četiri protona (jezgre vodonika) se spajaju, koristeći izotope ugljenika, azota i kiseonika, stvaraju alfa-čestice, dva pozitrona i dva neutrina. Pozitroni će odmah nestati reagirajući s elektronima, oslobađajući energiju u obliku gama-čestica. Neutrini koji pobegnu odmah, odnose i deo energije. Izotopi ugljenika, azota i kiseonika služe kao katalizatori za veliki broj procesa.

## niz
Glavna reakcija kod CNO niza je: 
-{
612C + 11H -> 713N + y + 1,95 MeV
713N -> 613C + e+ + ve + 2,22 MeV
613C + 11H -> 714N + y + 7,54 MeV
714N + 11H -> 815O + y + 7,35 MeV
815O -> 715N + e+ + ve + 2,75 MeV
715N + 11H -> 612C + 24He + 4,96 MeV
}-
gde se jezgro ugljenika-12 koje se koristi u prvoj reakciji, obnavlja u zadnjoj reakciji. 
To je jako mali put reakcije koji se dešava u Sunčevom jezgru, samo oko 0,04%, i konačna reakcija ne stvara ugljenik-12 i alfa-čestice, već se stvara kiseonik-16 i foton: 
-{
715N + 11H -> 816O + y + 12,13 MeV
816O + 11H -> 917F + y + 0,60 MeV
917F -> 817O + e+ + ve + 2,76 MeV
817O + 11H -> 714N + 24He + 1,19 MeV
714N + 11H -> 815O + y + 7,35 MeV
815O -> 715N + e+ + ve + 2,75 MeV
}-
Kao što ugljenik, azot i kiseonik su uključeni u glavni put, ovde se pojavljuje fluor, na sporednom putu i služi samo kao katalizator, ne skupljajući se u zvezda.
Ovaj put je značajan samo za masivne zvezde. Reakcija počinje kada CNO II niz stvara: 
-{
817O + 11H -> 918F + y + 5,61 MeV
918F -> 818O + e+ + ve + 1,656 MeV
818O + 11H -> 919F + y + 7,994 MeV
919F + 11H -> 816O + 24He + 8,114 MeV
816O + 11H -> 917F + y + 0,60 MeV
917F -> 817O + e+ + ve + 2,76 MeV
}-
Treba primetiti da svi ciklusi daju iste rezultate:

## Upotreba u astronomiji
Kod zvezdane evolucije udeo pojedinih jezgri ugljenika, azota i kiseonika se menja. Kada je ta vrsta nuklearne fuzije u ravnoteži, udeo ugljenika-12/ugljenika-13 je 3,5, a azot-14 postaje najzastupljeniji s obzirom na početne uslove. Za vreme zvezdane evolucije, konvektivno mešanje donosi material iz CNO niza prema površini, menjajući sastav zvezde. Kod crvenog diva je primećen manji udeo ugljenika-12/ugljenika-13 i ugljenika-12/azot-14 u odnosu na glavni niz zvezda. Prisustvo ugljenika, azota i kiseonika je primećeno u spoljašnjim delovima zvezda koje imaju do 150 masa Sunca. 